# Харський Гнат Іванович
Гнат Іва́нович Ха́рський (20 травня 1828 — 2 березня 1882) — український педагог, статський радник.

## Життєпис

### Родина
Народився 20 травня 1828 року в православній сім'ї Волинської губернії.

### Освіта
Закінчив Імператорський університет Святого Володимира зі званням дійсного студента.

### Педагогічна праця
З 7 серпня 1852 року працює викладає математику у повітовому дворянському училищі міста Златополя. В цьому ж навчальному році отримав у нагороду — золоту медаль за міркування, написані ним на тему, яку задав фізико-математичний факультет Київського університету.
В лютому 1854 року призначається викладачем математики Житомирської гімназії Волинської губернії. В березні 1854 року отримує підтвердження ступеня кандидата математичних наук. Тут він працює у 1854-1860 навчальних роках викладачем без чину, у 1860-1865 навчальних роках — у чині колезький асесор, у 1865-1866 навчальному році — у чині надвірний радник, у 1866-1867 навчальному році — у чині колезький радник.
13 вересня 1866 року призначається викладачем математики Київської першої чоловічої гімназії і працює тут у наявному чині до завершення 1867-1868 навчального року, а у 1868-1882 навчальних роках — у чині статський радник.
Одночасно у 1875-1879 навчальних роках у Фундуклеївській жіночій гімназії викладає предмет Арифметика, а у 1879-1882 навчальних роках — Математика.
16 червня 1879 року призначається почесним мировим суддею Овруцького судово-мирового округу Волинської губернії.

### Нагороди
- Орден Святого Станіслава 3 ступеня.
- Орден Святої Анни 3 ступеня.
- Орден Святого Станіслава 2 ступеня.
- Орден Святої Анни 2 ступеня.
- Орден Святого Володимира 4 ступеня.

### Останні роки життя
Помер 2 березня 1882 перебуваючи на службі.

## Сім'я
У власності його дружини в Овруцькому повіті було 1100 десятин землі.

## Зазначення
1. ↑  Адрес-Календарь. Общая Роспись всех чиновных особ в государстве. Часть 1 и 2. Ч. 1 Р. II С. 191 [Архівовано 20 грудня 2016 у Wayback Machine.](рос. дореф.)
2. ↑  Адрес-Календарь. Общая Роспись всех чиновных особ в государстве. Часть 1 и 2. Ч. 1 Р. II С. 186 [Архівовано 20 грудня 2016 у Wayback Machine.](рос. дореф.)
3. ↑  Адрес-Календарь. Общая Роспись всех чиновных особ в Государстве. 1857. Часть 1 и 2. Ч. 1 Р. II С. 182 [Архівовано 20 грудня 2016 у Wayback Machine.](рос. дореф.)
4. ↑  Адрес-Календарь. Общая роспись всех чиновных особ в государстве на 1858—1859 год., Часть 1 и 2. Ч. 1 Р. II С. 203 [Архівовано 16 січня 2017 у Wayback Machine.](рос. дореф.)
5. ↑  Адрес-Календарь. Общая Роспись всех чиновных особ в государстве на 1859 год. Часть 1 и 2. Ч. 1 С. 430 [Архівовано 20 грудня 2016 у Wayback Machine.](рос. дореф.)
6. ↑  Адрес-Календарь. Общая Роспись начальствующих и прочих должностных лиц на 1860-61 год. Ч. 1 С. 387 [Архівовано 16 січня 2017 у Wayback Machine.](рос. дореф.)
7. ↑  Адрес-Календарь. Общая Роспись начальствующих и прочих должностных лиц на 1861-62 год. Ч. 1 С. 357 [Архівовано 2 квітня 2015 у Wayback Machine.](рос. дореф.)
8. ↑  Адрес-Календарь. Общая Роспись начальствующих и прочих должностных лиц по всем управлениям в Империи, на 1862—1863 год. Часть 1 и 2. Ч. 1 С. 364 [Архівовано 13 січня 2017 у Wayback Machine.](рос. дореф.)
9. ↑  Адрес-календарь. Общая роспись начальствующих и прочих должностных лиц по всем управлениям в империи, и по главным управлениям в Царстве Польском и в Великом княжестве Финляндском на 1863—1864 год: Ч. 1-2. Ч. 1 С. 374 [Архівовано 2016-12-20 у Wayback Machine.](рос. дореф.)
10. ↑  Адрес-Календарь. Общая Роспись начальствующих и прочих должностных лиц на 1865-66 год. Ч. 1 С. 371 [Архівовано 20 грудня 2016 у Wayback Machine.](рос. дореф.)
11. ↑  Адрес-Календарь. Общая Роспись начальствующих и прочих должностных лиц на 1866-67 год. Ч. 1 С. 388 [Архівовано 20 грудня 2016 у Wayback Machine.](рос. дореф.)
12. ↑  Адрес-Календарь. Общая роспись начальствующих и прочих должностных лиц по всем управлениям в Российской Империи на 1868 год. Часть 1 и 2. Ч. 1 С. 419 [Архівовано 20 грудня 2016 у Wayback Machine.](рос. дореф.)
13. ↑  Адрес-Календарь. Общая роспись нанальствующих и прочих должностных лиц по всем управлениям в Российской Империи на 1869 год. Часть 1 и 2. Ч. 1 С. 425 [Архівовано 20 грудня 2016 у Wayback Machine.](рос. дореф.)
14. ↑  Адрес-Календарь. Общая Роспись начальствующих и прочих должностных лиц на 1870 год. Ч. 1 С. 453 [Архівовано 20 грудня 2016 у Wayback Machine.](рос. дореф.)
15. ↑  Адрес-Календарь. Общая Роспись начальствующих и прочих должностных лиц на 1871 год. Ч. 1 С. 456 [Архівовано 20 грудня 2016 у Wayback Machine.](рос. дореф.)
16. ↑  Адрес-Календарь. Общая Роспись начальствующих и прочих должностных лиц на 1872 год. Ч. 1 С. 412 [Архівовано 20 грудня 2016 у Wayback Machine.](рос. дореф.)
17. ↑  Адрес-Календарь. Общая Роспись начальствующих и прочих должностных лиц в Российской Империи на 1873 год. Часть 1 и 2. Ч. 1 С. 402 [Архівовано 20 грудня 2016 у Wayback Machine.](рос. дореф.)
18. ↑  Адрес-Календарь. Общая Роспись начальствующих и прочих должностных лиц в Российской Империи на 1874 год. Часть 1 и 2. Ч. 1 С. 406 [Архівовано 4 лютого 2017 у Wayback Machine.](рос. дореф.)
19. ↑  Адрес-Календарь. Общая Роспись начальствующих и прочих должностных лиц в Российской Империи на 1875 год. Часть 1 и 2. Ч. 1 С. 411 [Архівовано 4 лютого 2017 у Wayback Machine.](рос. дореф.)
20. ↑  Адрес-Календарь. Общая Роспись начальствующих и прочих должностных лиц в Российской Империи на 1876 год. Часть 1 и 2. Ч. 1 С.412 [Архівовано 2 квітня 2015 у Wayback Machine.](рос. дореф.)
21. ↑  Адрес-Календарь. Общая Роспись начальствующих и прочих должностных лиц в Российской Империи на 1877 год. Часть 1 и 2. Ч. 1 С. 416 [Архівовано 2 квітня 2015 у Wayback Machine.](рос. дореф.)
22. ↑  Адрес-Календарь. Общая Роспись начальствующих и прочих должностных лиц в Российской Империи на 1878 год. Часть 1 и 2. Ч. 1 С. 409 [Архівовано 2 квітня 2015 у Wayback Machine.](рос. дореф.)
23. ↑  Адрес-Календарь. Общая Роспись начальствующих и прочих должностных лиц в Российской Империи на 1879 год. Часть 1 и 2. Ч. 1 С. 426 [Архівовано 10 травня 2017 у Wayback Machine.](рос. дореф.)
24. ↑  Адрес-Календарь. Общая Роспись начальствующих и прочих должностных лиц в Российской Империи на 1880 год. Часть 1 и 2. Ч. 1 С. 428 [Архівовано 10 травня 2017 у Wayback Machine.](рос. дореф.)
25. ↑  Адрес-Календарь. Общая Роспись начальствующих и прочих должностных лиц в Российской Империи на 1881 год. Часть 1 и 2. Ч. 1 С. 424 [Архівовано 22 жовтня 2016 у Wayback Machine.](рос. дореф.)
26. ↑  Адрес-Календарь. Общая Роспись начальствующих и прочих должностных лиц в Российской Империи на 1882 год. Часть 1 и 2. Ч. 1 С. 416 [Архівовано 22 жовтня 2016 у Wayback Machine.](рос. дореф.)
27. ↑  Адрес-Календарь. Общая Роспись начальствующих и прочих должностных лиц в Российской Империи на 1876 год. Часть 1 и 2. Ч. 1 С.646 [Архівовано 2 квітня 2015 у Wayback Machine.](рос. дореф.)
28. ↑  Адрес-Календарь. Общая Роспись начальствующих и прочих должностных лиц в Российской Империи на 1877 год. Часть 1 и 2. Ч. 1 С. 656 [Архівовано 2 квітня 2015 у Wayback Machine.](рос. дореф.)
29. ↑  Адрес-Календарь. Общая Роспись начальствующих и прочих должностных лиц в Российской Империи на 1878 год. Часть 1 и 2. Ч. 1 С. 653 [Архівовано 2 квітня 2015 у Wayback Machine.](рос. дореф.)
30. ↑  Адрес-Календарь. Общая Роспись начальствующих и прочих должностных лиц в Российской Империи на 1879 год. Часть 1 и 2. Ч. 1 С. 682 [Архівовано 10 травня 2017 у Wayback Machine.](рос. дореф.)
31. ↑  Адрес-Календарь. Общая Роспись начальствующих и прочих должностных лиц в Российской Империи на 1880 год. Часть 1 и 2. Ч. 1 С. 684 [Архівовано 10 травня 2017 у Wayback Machine.](рос. дореф.)
32. ↑  Адрес-Календарь. Общая Роспись начальствующих и прочих должностных лиц в Российской Империи на 1881 год. Часть 1 и 2. Ч. 1 С. 692 [Архівовано 22 жовтня 2016 у Wayback Machine.](рос. дореф.)
33. ↑  Адрес-Календарь. Общая Роспись начальствующих и прочих должностных лиц в Российской Империи на 1882 год. Часть 1 и 2. Ч. 1 С. 688 [Архівовано 22 жовтня 2016 у Wayback Machine.](рос. дореф.)